# 1. FBK Rožnov pod Radhoštěm
1. FBK Rožnov pod Radhoštěm je florbalový oddíl účastnící se soutěží organizovaných Českým florbalem pod názvem 1. FBK Sršni Rožnov p/R.
Mužský tým hraje od sezóny 2023/2024 Divizi, tedy čtvrtou nejvyšší soutěž, kam sestoupil v předešlém ročníku Národní ligy. V sezónách 2013/2014 až 2016/2017 a 2019/2020 hrál druhou nejvyšší mužskou soutěž, 1. ligu. Největším úspěchem týmu je účast ve čtvrtfinále 1. ligy v sezónách 2013/2014 a 2014/2015.
Členskou základnou se oddíl řadí mezi největší kluby na severní Moravě.[zdroj?] V roce 2024 sdružoval přes 850 členů, přihlášených do soutěží Českého florbalu v celkem 10 družstvech.

## Úspěchy klubu
- 2005 – postup do 1. SM ligy mužů (4. nejvyšší soutěž)
- 2009 – postup do 2. ligy mužů – divize IV (3. nejvyšší soutěž)
- 2009 – postup do 1. ligy dorostenců – divize IV (nejvyšší soutěž)
- 2011 – postup do 2. ligy juniorů – divize IV (2. nejvyšší soutěž)
- 2013 – účast ve čtvrtfinále mezinárodního turnaje Czech Open
- 2013 – účast ve čtvrtfinále Poháru České pojišťovny
- 2013 – postup do 1. ligy mužů (2. nejvyšší soutěž)
- 2019 – postup do 1. ligy mužů (2. nejvyšší soutěž)

## Mužský tým

### Sezóny
| Sezóna    | Úroveň | Soutěž       | Umístění | Poznámka |
| --------- | ------ | ------------ | -------- | --- |
| 2012/2013 | 3      | 2. liga      |          | Dodatečný postup jako náhrada za nepřihlášený Torpedo Havířov                                                                                              |
| 2013/2014 | 2      | 1. liga      | 8.       | Vypadnutí ve čtvrtfinále play-off proti SK Bivoj Litvínov                                                                                                  |
| 2014/2015 | 2      | 1. liga      | 7.       | Vypadnutí ve čtvrtfinále play-off proti SK Bivoj Litvínov                                                                                                  |
| 2015/2016 | 2      | 1. liga      | 11.      | Výhra v baráži proti S.K. P.E.M.A. Opava |
| 2016/2017 | 2      | 1. liga      | 14.      | Prohra v baráži proti Z.F.K. Petrovice – Sestup do nižší ligy                                                                                              |
| 2017/2018 | 3      | Národní liga |          | Vítězství ve finále play-off proti Florbal Primátor Náchod – Tým se do vyšší soutěže nepřihlásil                                                           |
| 2018/2019 | 3      | Národní liga |          | Prohra ve finále play-off proti Sokol Brno I EMKOCase Gullivers – Výhra v baráži proti 1. MVIL Ostrava WOOW – Postup do vyšší ligy                         |
| 2019/2020 | 2      | 1. liga      | 13.      | Sezóna ukončena před zahájením play-down proti TJ Slovan Havířov – Tým si po skončení sezóny vyměnil soutěž s FBC Letka Toman Finance Group z Národní ligy |
| 2020/2021 | 3      | Národní liga |          | Sezóna ukončena po neúplných pěti odehraných kolech základní části                                                                                         |
| 2021/2022 | 3      | Národní liga |          | Prohra ve finále play-off proti Troopers – Výhra v baráži proti Torpedo Havířov – Právo na účast v 1. lize postoupeno týmu Aligators Klobouky              |
| 2022/2023 | 3      | Národní liga |          | Vypadnutí v semifinále play-off proti S.K. P.E.M.A. Opava                                                                                                  |
| 2023/2024 | 3      | Národní liga |          | Prohra v play-down proti S.K. P.E.M.A. Opava – Sestup do nižší ligy                                                                                        |

### Známí hráči
- Josef Rýpar (2012–2015)